# Miss Mundo 1995
O 45º Concurso Miss Mundo aconteceu pela quarta vez consecutiva em Sun City Entertainment Centre em Sun City, África do Sul em 18 de novembro de 1995. Participaram 84 delegações e a vencedora foi a Miss Venezuela, Jacqueline Aguilera Marcano.